# Andreas Bjelland
Andreas Bjelland (Koppenhága, 1988. július 11. –) dán válogatott labdarúgó, jelenleg a Lyngby BK játékosa.

## Pályafutása

### Klubcsapatban
A Lyngby BK csapatánál kezdte pályafutását, 40 mérkőzést játszott a csapat színeiben. 2007. július 27-én mutatkozott be egy Odense Boldklub elleni bajnokin. 2009 nyarán 350 ezer €-ért a Nordsjælland csapatához igazolt. 85 mérkőzésen 3 gólt lőtt a csapatban. 2012-ben Dán bajnok lett csapatával, 2010-ben és 2011-ben pedig Dán kupát nyert.

### A válogatottban
2010 és 2018 között 29 alkalommal játszott a dán válogatottban, két gólt szerzett; az elsőt egy Ausztrália elleni felkészülési, a másodikat egy Málta elleni világbajnoki selejtező meccsen.